# Vance Joy

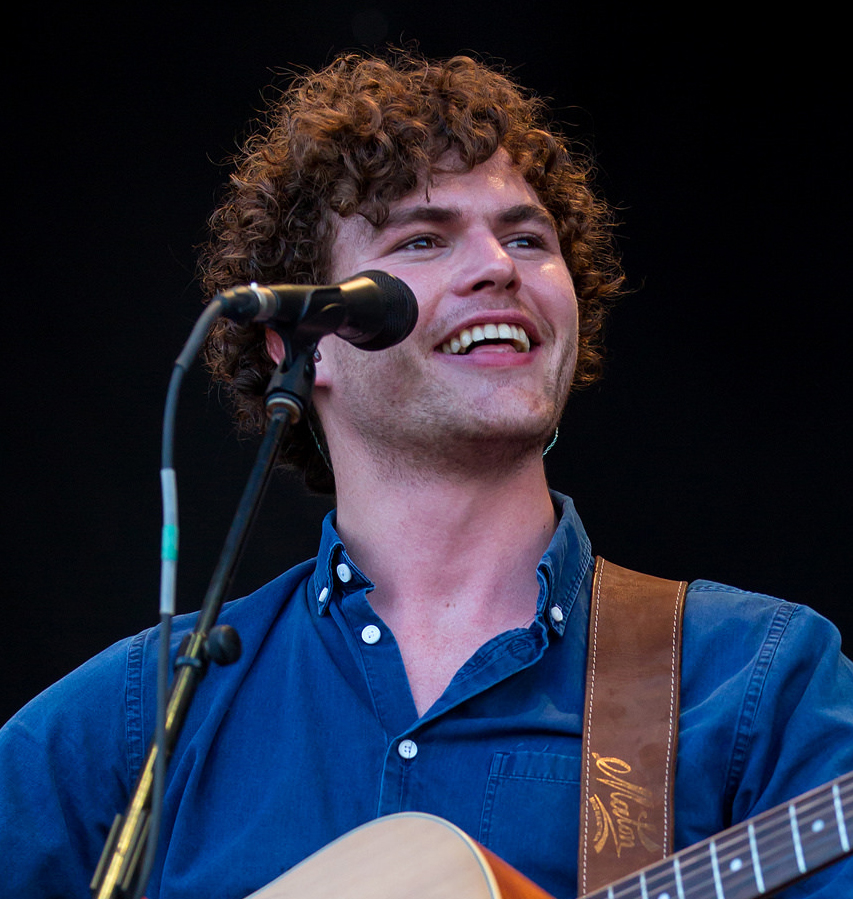
Vance Joy na hudebním festivalu v Texasu v roce 2015.

James Gabriel Keogh (* 1. prosince 1987 v Melbourne), známý pod uměleckým jménem Vance Joy, je australský zpěvák a skladatel.
V roce 2013 podepsal smlouvu s Atlantic Records o pěti albech. Jeho debutové EP God Loves You When You're Dancing vydal v březnu 2013. Jeho píseň Riptide byla zvolena číslem 1 v australské hitparádě rádia Tripple J v roce 2013. Vydal své debutové album Dream Your Life Away 5. září 2014 v Austrálii a 9. září i jinde. Na hudebních cenách ARIA Music Awards vyhrál cenu Nejlepšího mužského umělce.
Jeho tvorba se řadí do žánru indie popu či indie folku. Typická je pro něj hra na ukulele, hraje také na kytaru či klavír. Vytvořil dvě alba Dream Your Life a Nation Of Two. Uspořádal zatím tři turné. První uskutečnil v roce 2013 až 2014 s názvem Dream Your Life Away Tour, druhé The Fire and the Flood Tour v roce 2016 a poslední Nation of Two World Tour v roce 2018. Mezi jeho nejznámější písně patří již zmiňovaná Riptide a další jeho písně jsou například Mess is Mine, I'm with You, Like Gold, Lay It on Me nebo Saturday Sun.

## Mládí
Chodil do základní školy St. Patricks, Murrumbeena v Melbourne. Poté dokončil střední školu St. Kevin's College v Tooranu v roce 2005. Vystudoval také vysokou školu, dokončil bakalářské studium umění a práv na Moonash univerzitě v Melbourne. Dříve se věnoval i australskému fotbalu. Mezi lety 2008 a 2009 hrál za fotbalový klub Coburg (poté zvaný Coburg Tigers) a jako klíčový obránce ve viktoriánské fotbalové lize. Jeho slibná fotbalová kariéra ho však nenaplňovala a myslí si, že dosáhl svého potenciálu jako fotbalista. Stále však podporuje svůj klub.

## Diskografie
- Dream Your Life Away (2014)
- Nation of Two (2018)
- In Our Own Sweet Time (2022)